# Campeonato Mundial de Esqui Estilo Livre de 2013 - Aerials masculino
A prova do aerials masculino do Campeonato Mundial de Esqui Estilo Livre de 2013 foi disputada entre os dias 6 e 7 de março em Voss na Noruega. Participaram 31 atletas de 12 nacionalidades.

## Medalhistas
| Ouro             | Prata                | Bronze             |
| Qi Guangpu (CHN) | Travis Gerrits (CAN) | Jia Zongyang (CHN) |

## Resultados

### Qualificação
31 atletas participaram do processo qualificatório. Os 12 melhores avançaram para a final.
| Pos. | Bib | Esquiador             | Nacionalidade  | Salto 1 | Salto 2 | Notas |
| ---- | --- | --------------------- | -------------- | ------- | ------- | ----- |
| 1    | 3   | Qi Guangpu            | China          | 128.51  |         | Q     |
| 2    | 1   | Jia Zongyang          | China          | 127.44  |         | Q     |
| 3    | 6   | Dmitri Dashinski      | Bielorrússia   | 119.47  |         | Q     |
| 4    | 9   | Liu Zhongqing         | China          | 119.03  |         | Q     |
| 5    | 20  | Petr Medulich         | Rússia         | 118.10  |         | Q     |
| 6    | 5   | Travis Gerrits        | Canadá         | 117.26  |         | Q     |
| 7    | 2   | David Morris          | Austrália      | 70.80   | 118.55  | Q     |
| 8    | 32  | Ilya Burov            | Rússia         | 110.84  | 117.70  | Q     |
| 9    | 11  | Guillaume Lebert      | França         | 111.95  | 115.84  | Q     |
| 10   | 13  | Wu Chao               | China          | 84.07   | 114.03  | Q     |
| 11   | 4   | Dylan Ferguson        | Estados Unidos | 110.86  | 112.83  | Q     |
| 12   | 18  | Christopher Lambert   | Suíça          | 101.03  | 111.06  | Q     |
| 13   | 15  | Aleksei Grishin       | Bielorrússia   | 108.85  | 109.75  |       |
| 14   | 16  | Andreas Isoz          | Suíça          | 109.38  | 108.85  |       |
| 15   | 7   | Maxim Gustik          | Bielorrússia   | 100.03  | 94.69   |       |
| 16   | 8   | Denis Osipau          | Bielorrússia   | 105.21  | 89.38   |       |
| 17   | 23  | Naoya Tabara          | Japão          | 69.25   | 87.61   |       |
| 18   | 10  | Thomas Lambert        | Suíça          | 85.07   | 85.40   |       |
| 19   | 21  | Jean-Christophe Andre | Canadá         | 111.37  | 78.32   |       |
| 20   | 22  | Timofei Slivets       | Rússia         | 53.10   | 76.47   |       |
| 21   | 12  | Michael Rossi         | Estados Unidos | 52.65   | 76.40   |       |
| 22   | 26  | Mischa Gasser         | Suíça          | 64.51   | 71.20   |       |
| 23   | 29  | Clyde Getty           | Argentina      | 48.23   | 68.73   |       |
| 24   | 17  | Jonathon Lillis       | Estados Unidos | 80.09   | 62.89   |       |
| 25   | 19  | Nevin Brown           | Estados Unidos | 66.06   | 52.65   |       |
| 26   | 30  | Harry Gillam          | Grã-Bretanha   | 65.83   | 52.29   |       |
| 27   | 27  | Baglan Inkarbek       | Cazaquistão    | 74.65   | 43.79   |       |
| 28   | 28  | Lloyd Wallace         | Grã-Bretanha   | 34.80   | 42.21   |       |
| 29   | 14  | Olivier Rochon        | Canadá         | DNS     | DNS     |       |
| 29   | 24  | Mykola Puzderko       | Ucrânia        | DNS     | DNS     |       |
| 29   | 25  | Sergei Berestovskiy   | Cazaquistão    | DNS     | DNS     |       |

### Final
Os 12 atletas disputaram no dia 7 de fevereiro a final da prova.
| Pos.              | Bib | Esquiador           | Nacionalidade  | Salto 1 | Salto 2 | Salto 3 |
| ----------------- | --- | ------------------- | -------------- | ------- | ------- | ------- |
| Medalha de ouro   | 3   | Qi Guangpu          | China          | 123.45  | 127.60  | 138.00  |
| Medalha de prata  | 5   | Travis Gerrits      | Canadá         | 123.90  | 124.89  | 117.73  |
| Medalha de bronze | 1   | Jia Zongyang        | China          | 119.03  | 128.05  | 99.09   |
| 4                 | 9   | Liu Zhongqing       | China          | 121.24  | 122.17  | 78.16   |
| 5                 | 2   | David Morris        | Austrália      | 115.93  | 117.19  |         |
| 6                 | 11  | Guillaume Lebert    | França         | 116.82  | 113.57  |         |
| 7                 | 18  | Christopher Lambert | Suíça          | 115.93  | 113.56  |         |
| 8                 | 13  | Wu Chao             | China          | 114.60  | 107.24  |         |
| 9                 | 32  | Ilya Burov          | Rússia         | 114.16  |         |         |
| 10                | 20  | Petr Medulich       | Rússia         | 106.79  |         |         |
| 11                | 4   | Dylan Ferguson      | Estados Unidos | 105.31  |         |         |
| 12                | 6   | Dmitri Dashinski    | Bielorrússia   | 80.09   |         |         |

Legenda
| Recorde mundial       | Recorde mundial (World record)               |                       | Recorde africano                      | Recorde africano (African) |                                           | Q | Classificado por posição (Qualified) |
| Recorde do campeonato | Recorde do campeonato (Championship record)  | Recorde da América    | Recorde da América (Americas)         | q                          | Classificado por melhor tempo (Qualified) |   |                                      |
| Melhor marca do ano   | Melhor marca do ano (World leading)          | Recorde asiático      | Recorde asiático (Asian)              | DNS                        | Não largou (Did not start)                |   |                                      |
| Recorde nacional      | Recorde nacional (National record)           | Recorde europeu       | Recorde europeu (European)            | DNF                        | Não terminou (Did not finish)             |   |                                      |
| Recorde pessoal       | Recorde pessoal do atleta (Personal best)    | Recorde da Oceania    | Recorde da Oceania (Oceania)          | DSQ / DQ                   | Desclassificado (Disqualified)            |   |                                      |
| Recorde da temporada  | Recorde da temporada do atleta (Season best) | Recorde sul-americano | Recorde sul-americano (South America) | NM                         | Sem marca (No mark)                       |   |                                      |